# Fonte Talavera de La Reina
A Fonte Talavera de La Reina é um importante monumento da cidade de Porto Alegre. 
Um presente da "colônia espanhola" em 1935, por ocasião da comemoração do centenário da Revolução Farroupilha, a fonte encontra-se em frente ao Paço Municipal, antiga sede da prefeitura, na Praça Montevidéo número 10.
Sinaliza o marco zero da cidade.

## História
A ideia de fazer uma homenagem com um chafariz, do povo espanhol para Porto Alegre, partiu do professor e escultor Fernando Corona. A intenção era ornamentar a cidade com algo que traduzisse o espírito clássico da Espanha. Desenhada por Corona, a obra foi executada pelo mais afamado ceramista talaverano, Juan Ruiz de Luna.
Para trazer o material da Espanha, o embaixador espanhol no Brasil, D. Vicente Salles, conseguiu transporte gratuito. O então presidente Getúlio Vargas concedeu isenção de impostos de importação, enquanto o governador do Rio Grande do Sul, Flores da Cunha, facilitou o transporte das peças pelo interior do estado. O local de construção foi concedido pelo prefeito Alberto Bins.
A fonte é recoberta de azulejos espanhóis nas cores azul-cobalto e amarelo-ocre e originalmente apresentava uma grande bacia dupla inferior em dodecágono e uma bacia redonda também dupla ao centro, redonda, esta sobre um pedestal com quatro golfinhos. Ali também existe um painel que traz a inscrição:
| “ | La colonia española al glorioso pueblo riograndense en su centenario Farroupilha 1835 1935 | ” |

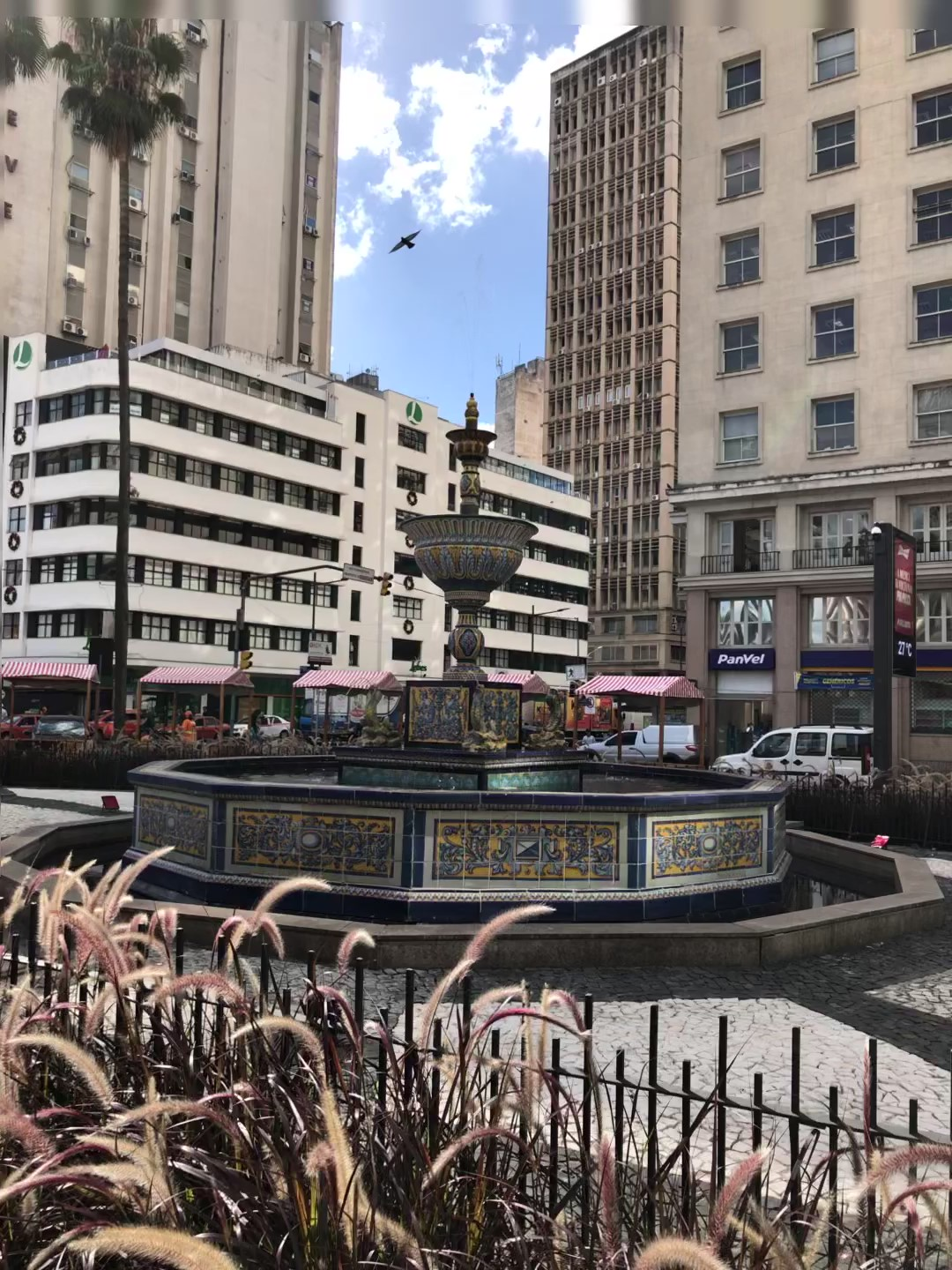
Fonte Talavera de La Reina, em 2022.

## Depredação e reformas
No ano de 2000, ocorreu a primeira restauração da fonte. Nesse trabalho foram recuperadas as pinturas de toda a fonte e os quatro peixes-vertentes, que se encontravam quebrados.
Em julho de 2005, após um movimento de protesto de carroceiros, a cuba superior do chafariz foi danificada. Além disso, uma das vertentes já estava desaparecida. Em outubro de 2007, a Prefeitura de Porto Alegre anunciou que a Fonte Talavera seria reformada, após quase 2 anos funcionando quebrada e sem a parte superior.
As novas peças vieram da Espanha e a substituição completa da cuba superior da fonte, em 2008, causaram polêmica, tendo cores e forma diferentes do original. A cuba original, quebrada, encontra-se atualmente em exposição no subsolo do Paço Municipal.
Em maio de 2021, a fonte e seu entorno foram revitalizados.